# Project Control
Project Control é uma empresa brasileira de desenvolvimento de software fundada em 1998 e com sede em Curitiba. Seu principal produto é o software Project Control, antigamente denominado IPMS, que é um sistema de gestão e faturamento de projetos e serviços. O software foi desenvolvido para o ambiente web e gerencia toda a parte física-financeira de projetos, auxiliando empresas inclusive na geração do relatório anual da lei n.º 8.248/91, conhecida como Lei de Informática do Ministério da Ciência, Tecnologia e Inovação.